# إلياس كوريبة
الياس كوريبة لاعب كرة قدم جزائري ويلعب حاليا لنادي وفاق سطيف.